# 米子市議会
米子市議会（よなごしぎかい）とは、鳥取県米子市に設置されている地方議会である。

## 概要
- 定数：26人
- 議長：稲田清
- 副議長：門脇一男
- 任期：2022年（令和4年）7月1日〜2026年（令和8年）6月30日

## 議会内会派
| 会派（呼称）名       | 議員数 | その他の所属議員                                                                                         |
| -------------------- | ------ | --- |
| 自由創政             | 11     | 門脇一男・田村謙介・奥岩浩基・稲田清・岩崎康朗・渡辺譲爾・岡田啓介・塚田佳充・戸田隆次・西野太一・森谷司 |
| 公明党議員団         | 4      | 今城雅子・徳田博文・津田幸一・矢田貝香織                                                                 |
| よなご・未来         | 4      | 𠮷岡古都・松田真哉・土光均・国頭靖                                                                       |
| 信風                 | 4      | 安達卓是・中田利幸・伊藤ひろえ・大下哲治                                                                 |
| 日本共産党米子市議団 | 2      | 錦織陽子・又野史朗                                                                                       |
| 無所属               | 1      | 森田悟史                                                                                                 |

※2022年7月現在。欠員なし

## 歴代議長
議長は以下の通り。
- 遠藤光徳 1927年6月 -  1931年6月
- 坂口武市 1931年6月 - 1935年6月
- 遠藤光徳 1935年6月 - 1947年2月
- 佐野善市 1947年2月 - 同年4月
- 土谷栄一 1947年4月 - 1950年5月
- 栗林力吉 1950年5月 - 1953年7月
- 船越晋 1953年7月 - 1955年1月
- 栗林力吉 1955年1月 - 1958年12月
- 野坂康久 1958年12月 - 1959年4月
- 伊坂定吉 1959年5月 - 1961年7月
- 上田哲雄 1961年7月 - 1963年4月
- 中島邦美 1963年5月 - 1965年6月
- 足立六郎 1965年6月 -

## 活動

### 米子市議会議場に国旗及び米子市旗を掲げる陳情
国旗・市旗が掲揚されていない米子市議会議場に掲揚を求める陳情第29号「米子市議会議場に国旗及び米子市旗を掲げる陳情」は2011年、不採択となる。賛成した議員は蒼生会の渡辺穣爾、野坂道明、尾沢三夫、藤尾信之、竹内英二、岩崎康朗、松田正、湯浅敏雄、よなご会議の小林重喜、コモンズの杉谷第士郎、虹の山川智帆である。反対した議員は公明党の笠谷悦子、原紀子、安木達哉、安田篤、よなご会議の国頭靖、松井義夫、矢倉強、伊藤ひろえ、稲田清、西川章三、共産党の岡村英治、松本松子、石橋佳枝、一院クラブの遠藤通、市民派の中川健作、仁の中田利幸、ムスカリの門脇邦子である。
無所属、市民派の中川健作議員は反対の立場で「陳情提出の日本会議は活動の目的に憲法改正、教育基本法改正、靖国神社国家護持、男女共同参画反対、外国人地方参政権反対、自治基本条例反対などを掲げています。一言で言って、大日本帝国憲法下の戦前の体制に日本を逆戻りさせることを目指していると言っても過言ではないと思います。そして、究極の目的は、愛国心を強制し、お国のために命を投げ出しても構わない日本人を生み出すことであります。個人が日の丸を掲げようが掲げまいが、あるいは愛国心を持とうが持つまいが自由であります。しかし、あらゆることについて何者にも束縛されず、自由に議論することが使命である議会の場に日の丸を掲揚し、愛国心や一体化などの価値観を押しつけるようなことがあってはなりません。議会の自殺行為であります」と述べている。

### 原発住民投票条例案
2022年2月3日、中国電力島根原発の2号機再稼働の賛否を米子市民に問う住民投票条例案について、米子市議会は賛成少数で否決した。住民投票は実施されないことになった。採決では、議長を除く25人のうち15人が反対、10人が賛成し、条例案は否決された。本会議後に伊木隆司市長は「反対意見を付して提出したが、一定の理解を得られた」、「議会という間接民主制の良い点をいかし、進めていくべきだというのが私たちの意見だった」と述べた。

## 備考
本会議は、地元ケーブルテレビ局である中海テレビ放送が地元チャンネルにて放送している。

## 米子町会及び米子市議会議員在職経験者
- 青戸辰午
- 足鹿覚
- 網代岩二郎
- 有本松太郎
- 板見恒松
- 稲田秀太郎
- 上原準三
- 内田保秀
- 大谷虎三
- 落合恒雄
- 門脇孝一
- 茅野恒治

- 杵村源次郎
- 後藤快五郎
- 坂口惣五郎
- 坂口常次郎
- 坂口昇
- 坂口平兵衛
- 住田善平
- 住田寅次郎
- 永川重幸
- 名島嘉吉郎
- 西川博美
- 野坂吉五郎

- 野坂茂三郎
- 野波令蔵
- 船越作一郎
- 益尾吉太郎
- 柳谷保一
- 湯原俊二
- 若島権四郎